# Army of Love
Army of Love è un singolo della cantante estone Kerli scritto e prodotto da Jean Baptiste Kouame. Il singolo è stato pubblicato il 12 aprile 2011.

## Video musicale
Il video musicale del singolo Army of Love è stato pubblicato il 22 dicembre 2010. Nel video musicale Kerli è vestita di bianco e parla col megafono ad un pubblico anch'esso vestito di bianco.

## Tracce
Download digitale
1. Army of Love – 3:24

Download digitale – Remixes
1. Army of Love (Mixin Marc & Tony Svejda Radio) – 4:12
2. Army of Love (Chew Fu Rain Las Vegas Radio) – 3:46
3. Army of Love (Sultan & Ned Shepard Radio) – 3:38
4. Army of Love (Mixin Marc & Tony Svejda Remix) – 7:01
5. Army of Love (Chew Fu Rain Las Vegas Refix Extended Club) – 5:35
6. Army of Love (Sultan & Ned Shepard Extended Club Mix) – 5:14
7. Army of Love (Mixin Marc & Tony Svejda Instrumental) – 7:01
8. Army of Love (Chew Fu Rain Las Vegas Refix Dub) – 5:35
9. Army of Love (Sultan & Ned Shepard Club Dub) – 4:59